# Wladimir Iwanowitsch Rebikow

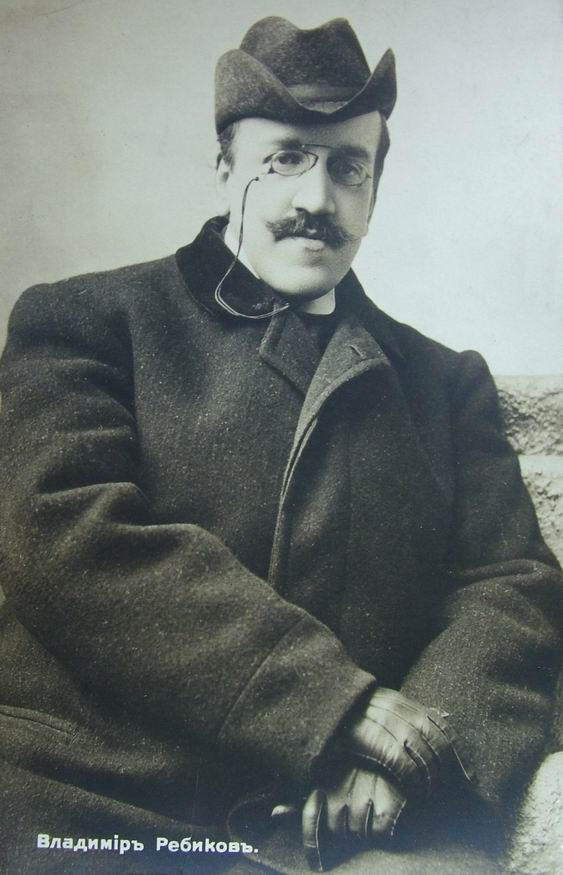
Wladimir Rebikow, Postkarte, (1910)

Wladimir Iwanowitsch Rebikow (russisch Владимир Иванович Ребиков; * 19. Maijul. / 31. Mai 1866greg. in Krasnojarsk; † 4. August 1920 in Jalta) war ein russischer Komponist.
Rebikow studierte in Moskau bei Nikolai Klenowski und wirkte nach einem Aufenthalt in Berlin und Wien als Musiklehrer und Komponist in Moskau.
Er komponierte mehrere Opern und Pantomimen, zwei Orchestersuiten und kirchenmusikalische Werke. Von seinen zahlreichen Klavierwerken, in denen er oftmals „ähnlich wie Erik Satie die Innovation des Materials mit einer Vereinfachung der Spieltechnik auf dem Klavier verband“, hat Rebikow einige als Musical-psychologique  (musikalisch dargestellte psychologische Vorgänge) und Mélomimiques bzw. Méloplastiques (lyrische Szenen mit Musik und Mimik ohne Text) bezeichnet. Etliche seiner Werke verwenden Quartenakkorde oder Cluster-ähnliche Klanggebilde (z. B. die Miniaturen Weiße Lieder op. 48 für Klavier aus dem Jahre 1913), und Ganzton-Skalen als Grundlage der melodischen Gestaltung. 
Obwohl Rebikow auch in seiner Heimat bereits seit den 1920er Jahren ein weitgehend vergessener Komponist ist, der sich zu seinen Lebzeiten in seiner Bedeutung für die musikalische Moderne als nicht ausreichend gewürdigt empfand und dabei zur Selbstüberschätzung neigte, gehört er nach Ansicht des Musikjournalisten Jan Brachmann „zu den originellsten Denkern der russischen Musik um 1900“.